# Ночера Инфериоре
Ночера Инфериоре (итал. Nocera Inferiore), некадашња Ночера деи Пагани, је град и општина у Кампанији, Италија, у провинцији Салерно, у подножју планине Монте Албино, 20 km источно-југоисточно од Напуља возом.

## Историја
У периоду пре римске доминације у јужној Италији, Нучерија Алфатерна је била средиште региона у долини реке Сарно, са градовима попут Херкуланеума, Помпеје, Стабије и Сорента који су јој били потчињени. Задржала је верност Риму до 309. године п. н. е.када се придружила побуњеним Самнитима. 308. године п. н. е. одбачен је покушај Римљана да се населе у долини Сарна, али је 307. године п. н. е. поклекла и освојена. Успела је да издејствује повољне услове и остала верна Риму и после Битке код Кане.
Ханибал је ослабио 216. године п. н. е. изгладњивањем и коначно разорио град. Становници су се вратили када је постигнут мировни споразум. Чак и током Савезничког рата у Риму Нучерија је остала верна Риму, иако су се градови који су били под њеном командом придружили побуњеницима; након тога они су постали независни градови, а Нучерија је добила делове територије Стабије, коју је разорио Корнелије Сула 89. године п. н. е., као компензацију. 73. године п. н. е. опустошио је Спартак.
У раним данима град је постао епископско седиште, и у 12. веку склопио савезништво са Иноћентијем II против Руђера II Сицилијанског, због чега је жестоко пропатио. У 13. веку град се називао Нучерија Христиианорум (Ночера Хришћанска), јер је колонију Сарацена населио Фридрих II у град Лучера, некада знан као Ночера Пуљска.
Мала колонија Сарацена је у ствари насељена у 9. веку. 
Од краја 15. века, до 1806. године имала је епитет „паганска“, (Нучериа Паганорум). Данас постоји град Пагани, око 1,5 km западно од Ночере.

## Главне знаменитости
Хелена, удовица Манфреда Сицилијанског, била је затворена у замку и преминула је у њему након битке за Беневенто (1266). Овде је такође папа Урбан VI затворио кардинале који су били присталице антипапе Клемента VII. У замку су такође неко време проводили чувени писци Данте Алигијери и Ђовани Бокачо.
Око 3 км источно, близу места Ночера Супериоре, је црква Санта Марија Мађоре, из 6. века.

## Познати грађани
- Франческо Солимена, познати барокни сликар.
- Јакопо Саназаро, познати песник, хуманиста и епиграмиста.
- Свети Луј Тулушки, канонизован 7. априла 1317. године
- Симоне Бароне, фудбалер, освајач Светског првенства у Немачкој 2006. са репрезентацијом Италије.
- Рафаеле де Мартино, фудбалер

## Превоз
Ночера је повезана са Напуљом, Авелином и Салерном железницом.

## Географија
| Клима (Ночера Инфериоре) | Клима (Ночера Инфериоре) | Клима (Ночера Инфериоре) | Клима (Ночера Инфериоре) | Клима (Ночера Инфериоре) | Клима (Ночера Инфериоре) | Клима (Ночера Инфериоре) | Клима (Ночера Инфериоре) | Клима (Ночера Инфериоре) | Клима (Ночера Инфериоре) | Клима (Ночера Инфериоре) | Клима (Ночера Инфериоре) | Клима (Ночера Инфериоре) | Клима (Ночера Инфериоре) |
| Показатељ \ Месец        | .Јан.                    | .Феб.                    | .Мар.                    | .Апр.                    | .Мај.                    | .Јун.                    | .Јул.                    | .Авг.                    | .Сеп.                    | .Окт.                    | .Нов.                    | .Дец.                    | .Год.                    |
| ------------------------ | ------------------------ | ------------------------ | ------------------------ | ------------------------ | ------------------------ | ------------------------ | ------------------------ | ------------------------ | ------------------------ | ------------------------ | ------------------------ | ------------------------ | ------------------------ |
| Средњи максимум, °C (°F) | 13,0 (55,4)              | 13,4 (56,1)              | 15,7 (60,3)              | 20,4 (68,7)              | 23,5 (74,3)              | 28,4 (83,1)              | 31,0 (87,8)              | 31,1 (88)                | 28,2 (82,8)              | 22,8 (73)                | 16,4 (61,5)              | 13,6 (56,5)              | 31,1 (88)                |
| Средњи минимум, °C (°F)  | 5,8 (42,4)               | 5,7 (42,3)               | 7,6 (45,7)               | 9,6 (49,3)               | 13,5 (56,3)              | 17,3 (63,1)              | 19,6 (67,3)              | 19,8 (67,6)              | 17,5 (63,5)              | 12,9 (55,2)              | 9,7 (49,5)               | 7,5 (45,5)               | 5,7 (42,3)               |
| [ тражи се извор ]       |                          |                          |                          |                          |                          |                          |                          |                          |                          |                          |                          |                          |                          |

## Становништво
Према резултатима пописа становништва 2011. у општини је живело 46.563 становника.
| 1931.  | 1936.  | 1951.  | 1961.  | 1971.  | 1981.  | 1991.  | 2001.  | 2011.  |
| ------ | ------ | ------ | ------ | ------ | ------ | ------ | ------ | ------ |
| 26.523 | 29.347 | 35.955 | 43.050 | 48.172 | 46.954 | 49.053 | 46.540 | 46.563 |